# 楊文德 (仇池)
楊文德，氐人，在443年至450年間任仇池（在今中國甘肅南一帶）首領。
楊文德是楊保宗的弟弟。443年北魏軍從宋軍手上奪取仇池，武都王楊保宗與魏河間公拓跋齊鎮守雒谷。文德遊說保宗叛魏自立，有人向拓跋齊告密，齊誘執保宗，把他送到平城殺死。苻達、任朏等遂舉兵立楊文德為主，據白崖，分兵取諸戍，進圍仇池。文德自號征西將軍、秦、河、梁三州牧、仇池公。
北魏援軍把楊文德逐走，文德遣使向宋求援，宋詔以文德為都督北秦、雍二州諸軍事、征西大將軍、北秦州刺史、武都王。楊文德屯葭蘆城（今甘肅武都縣東南），以任朏為左司馬，武都和陰平的氐人大多歸附他。443年十一月，楊文德與宋將姜道盛合兵二萬人進攻魏的濁水，結果兵敗，道盛戰死。
448年，楊文德被魏軍擊敗，棄城逃到漢中，他被宋免官及削爵土。
450年，宋以楊文德為輔國將軍，引兵自漢中向西進軍，攻佔陰平和平武，及後因為攻打啖提氐不成功，被梁、南秦二州刺史劉秀之執送荊州，另遣文德從祖兄楊頭戍守葭蘆。後來荊州刺史、南郡王劉義宣反，楊文德因為不肯跟隨他而被殺，宋孝武帝追贈征虜將軍、秦州刺史。
| 前任： 楊保熾 | 仇池首領 443年－450年 | 繼任： 楊元和 |